# جاستن سميث (صحفي)
جاستن سميث (بالإنجليزية: Justin Smith)‏ هو صحفي أسترالي، ولد في 16 ديسمبر 1968.